# Christoph Daum
Christoph Daum   (Zwickau, 24 d'octubre de 1953 - Colònia, 24 d'agost de 2024) va ser un entrenador de futbol alemany.

## Trajectòria

### Com a jugador
Christoph Daum va iniciar la seva carrera en el futbol el 1971 en la lliga juvenil amb l'Hamborn 07, essent traspassat el 1972 a l'Eintracht Duisburg i d'allà al FC Colònia el 1975, on va jugar en la lliga amateur.

### Com a entrenador
Després de finalitzar la seva carrera com a jugador, va obtenir la llicència d'entrenador de la DFB i va començar a treballar el 1981 com a entrenador amateur del FC Colònia. La temporada 85/86 va ascendir entrenador assistent i el 1986 va assolir el lloc d'entrenador de l'equip. Durant el Mundial d'Itàlia de 1990, Daum va ser substituït del seu lloc pel president del Colònia Dietmar Artzinger-Bolten. El novembre de 1990 va firmar amb el VfB Stuttgart, on va guanyar la Bundesliga el 1992. La temporada següent Daum va cometre un important error en un partit de Copa d'Europa contra el Leeds United el 30 de setembre de 1992 per alineació indeguda en incloure un quart jugador estranger. El partit se li va donar per perdut i el club va ser expulsat de la competició europea. Així que el VfB Stuttgart va perdre la possibilitat de disputar la Copa d'Europa i Daum va ser destituït pel club.
El 1994 Daum va començar a treballar en el club turc del Beşiktaş a Istanbul. Va guanyar la lliga amb el Beşiktaş en la temporada 1994/95. Va ser destituït després de perdre contra el Kocaelispor per 5 a 3 a casa i per 2 a 0 a casa del Vanspor en la temporada 1995-96.
Daum retornava a Alemanya més tard com a entrenador del TSV Bayer 04 Leverkusen el 1996. Hi tingué molt d'èxit, arribant a disputar l'hegemonia de la Bundesliga al Bayern de Múnic. Després del Campionat d'Europa de futbol 2000 Daum era candidat a esdevenir entrenador de cap de l'equip nacional alemany. Tanmateix, aquest acord era anul·lat per la federació de futbol alemanya el 21 d'octubre de 2000 quan una prova de cabells voluntària mostrava que havia consumit cocaïna. Com a resultat, seria acomiadat i substituït per Rudi Völler.
El juny de 2009 se'l designa com a successor de Luis Aragonés al capdavant del Fenerbahçe, club que ja entrenà entre 2003 i 2006 on va conquerir dues lligues.